# محمد کهران (خواننده)
محمد میکائیلی کهران ، که با نام شناخته شده محمد کهران، متولد ۲۰ خرداد ۱۳۷۰ است. محمد کهران در حال حاضر یکی از خوانندگان اعتراضی است.

## زندگینامه
محمد میکائیلی کهران ، که با نام محمد کهران شناخته شده ، متولد ۲۰ خرداد ۱۳۷۰است. او از پدری تُرک و مادری گیلک در شهر اصفهان چشم به جهان گشود.
خانواده کهران پس از مدتی به شمال ایران شهر بندرانزلی ساکن شدند و محمد کهران تحصیلات ابتدایی و متوسطه را 
در بندرانزلی به پایان رساند.
کهران با شروع مهاجرت ، در سال ۲۰۰۶ میلادی به ترکیه رفت و در سالهای ۲۰۰۹ میلادی در تایلند ، ۲۰۱۱ میلادی در مالزی و در اواخر سال ۲۰۱۷ میلادی به کشور آلمان پناهنده شد.

## فعالیت
کهران تا قبل از مهاجرت به آلمان از سال ۲۰۰۵ میلادی وارد عرصه هنر شد و با نواختن گیتار و آموزش سُلفژ وارد دنیای موسیقی شد. او در سال ۲۰۰۶ اولین موزیک خود را با نام «نه دگر نیست» با شعر و آهنگی از خودش منتشر کرد.
کهران در سال ۲۰۱۸ میلادی تک آهنگی به نام «سر درد» منتشر کرد و در سال  ۲۰۲۰ میلادی با موزیک ویدیو آهنگی به نام «یار هفت آسمان» با کمپانی «ترانه رکوردز» همکاری رسمی خود را شروع کرد. 
در حال حاضر حدود ۲۵ آهنگ و ۱۰ موزیک ویدیو از او منتشر شده محمد کهران که عمدتاً با آواز و ترانه های عاشقانه شناخته شده بود. 
او در سال ۲۰۲۲ میلادی با اعتراضات مردم ایران و اجرای موزیک «من ایرانیم» در اعتراضات ایرانیان اروپا در مقابل سفارت جمهوری اسلامی ایران شرکت کرد.
و اولین موزیک ویدیویی اعتراضی خود را با نام «من ایرانیم» از شرکت «ترانه رکوردز» منتشر کرد  و از بازیگران و ورزشکاران همچون «علی کریمی» مورد حمایت قرار گرفت 
و مصاحبه با شبکه هایی همچون صدای امریکا VOA  در اعتراض به رژیم جمهوری اسلامی ایران گفت :
امروز من موسیقی را اسلحه کردم برای خودم